# Panama City Fútbol Club
Panama City F.C es una asociación deportiva de fútbol de Panamá que juega en la Liga Prom, la segunda división de fútbol en el país.

## Historia
Es una asociación deportiva que nace en el corregimiento de Panamá Norte, distrito de Panamá, en marzo del 2013. Empezó como un equipo amateur que pasó sus primeros años en el torneo recreativo liga 10 y después paso a las divisiones aficionadas, con el objetivo de ayudar a los jóvenes de la región. Panamá City F.C. ha establecido un programa de trabajo que involucra seguir invirtiendo en las categorías menores (Sub-8, Sub-10, Sub-12, Sub-14, Sub-16 Y Sub-18) que participaban en la liga 10 y después crearon la sub-20, la cual se ha fusionado con el equipo PROM, y jugaron la Liga distrorial y fueron Campeones Liga Distritorial 2017. Ganó el torneo Enigma Cup 2018 sub-13.

### Nueva era
Desde el 2021 formó parte del proyecto de expansión de las diferentes ligas en el país, dentro de la cual empezó a participar como institución deportiva en la Segunda División de Panamá (conocida como Liga Prom) desde el Torneo Apertura 2021, en el mismo finalizó primero de la zona norte de la Conferencia Este.

## Estadio
El club esta construyendo su estadio llamado Yappy Park,  el estadio ubicado en Paseo del Norte, cuenta con una cancha de fútbol reglamentaria FIFA, graderías para 1,000 espectadores, 300 estacionamientos. Su inauguración fue el 9 de marzo de 2024.

## Evolución del uniforme

### Auspiciantes
| Indumentaria |          |           |
| Período      | Logotipo | Proveedor |
| 2015 - act.  |          | Adidas    |

| Patrocinador  |                      |                         |
| Período       | Patrocinador oficial | Patrocinador secundario |
| 2015 - 2018   | Claro                |                         |
| 2019-2021     | Delta SkyTeam        |                         |
| 2022-2023     | Terpel Voltex        |                         |
| 2024-presente | KFC                  |                         |

## Entrenadores Equipo PROM
| N.º | Entrenadores    | Período       |
| --- | --------------- | ------------- |
| 1.  | Pablo Falquez   | 2021          |
| 2.  | Javier Ainstein | 2021          |
| 3.  | Santiago García | 2022          |
| 4.  | David Karanka   | 2023          |
| 5.  | Fredy Romero    | 2023-2025     |
| 6.  | Jesús Salcedo   | 2025-presente |

## Presidentes
| N.º | Presidentes         | Período       |
| --- | ------------------- | ------------- |
| 1.  | José María González | 2015-presente |